# Hippeis
Hippeis (gr. ἱππεῖς, l.p. hippeus ἱππεύς od ἵππος, hippos 'koń') – jazda grecka i zarazem druga pod względem zamożności (pomiędzy 300 a 500 medymnów zboża) grupa społeczna w starożytnych Atenach, składająca się początkowo z tych, których stać było na konia i ekwipunek jeźdźca (por. reformy Solona).
O elitarności tej grupy świadczy fakt, że w czasach największej zamożności Aten obywatelska armia tej polis miała najwyżej 1000 konnych wojowników.
Później definicja hippeis, jako grupy społecznej, oderwała się od możności podjęcia konnej służby w armii.
Ich odpowiednikiem w Rzymie byli ekwici.